# Archives d'État de Hesse à Marbourg

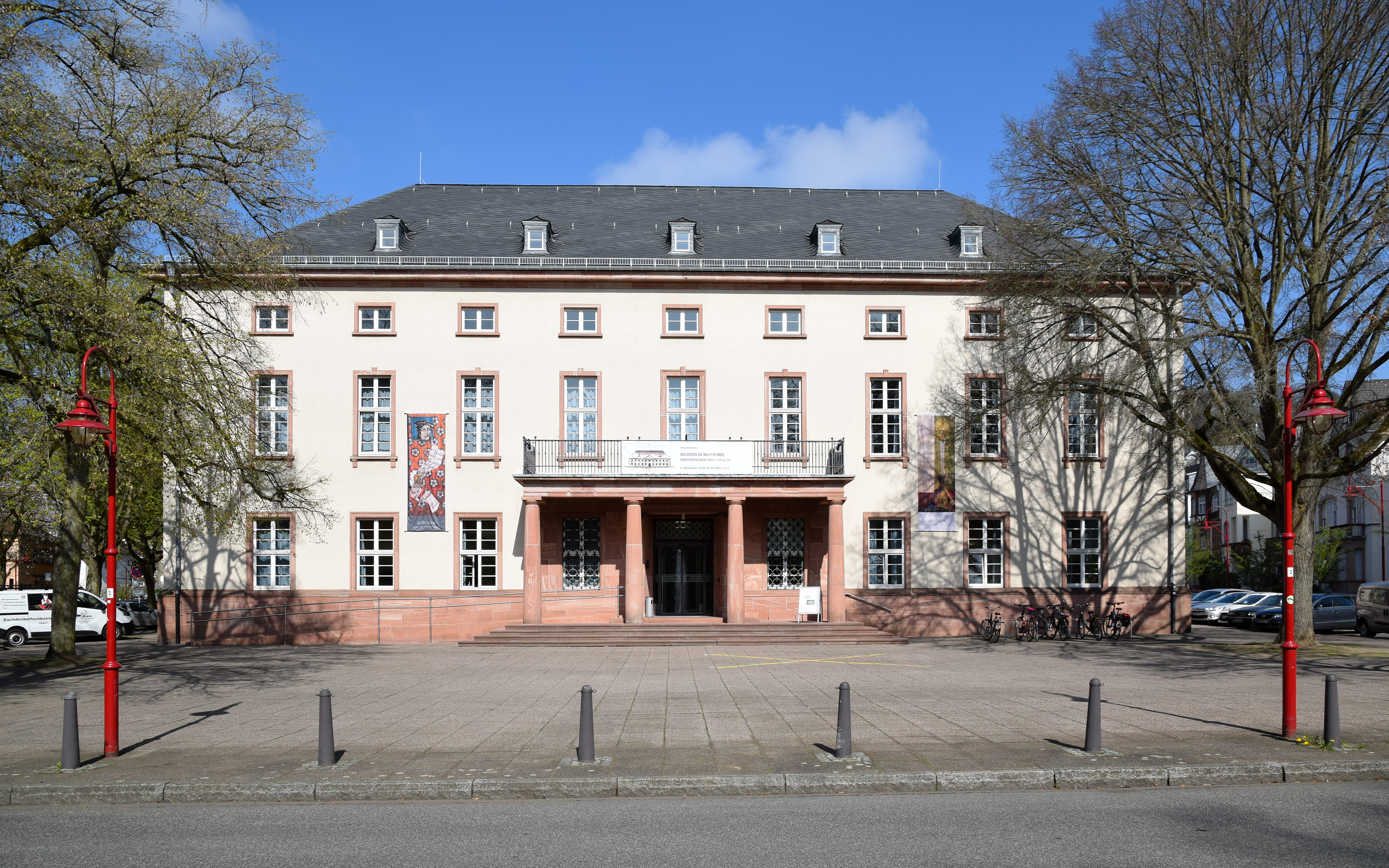
Archives d'État de Hesse à Marbourg

Les Archives d'État de Hesse à Marbourg (HStAM) sont un département des Archives d'État de Hesse (de) et sont basées à Marbourg. Il sert d'archives régionales aux côtés des Archives principales d'État de Hesse (de) à Wiesbaden et des archives d'État de Hesse à Darmstadt. Les archives d'État de Hesse à Marbourg sont responsables du nord et de certaines parties de la Hesse-Centrale (de). Elles sont fondées en 1869 par le royaume de Prusse, tout d'abord avec des fonds anciens de l'électorat de Hesse.

## Histoire
Les Archives d'État de Hesse à Marbourg sont fondées après l'annexion de l'électorat de Hesse par la Prusse après la guerre austro-prussienne et son incorporation dans la province de Hesse-Nassau. En 1869 et au milieu des années 1870, la Prusse combine les anciennes archives de Hesse à Cassel, Hanau, Marbourg et Fulda en une seule archive d'État basée dans la ville universitaire de Marbourg. Les archives sont initialement hébergées dans le château du landgrave, qui a auparavant été utilisé comme pénitencier. En ce qui concerne les nouvelles acquisitions, les archives d'État sont responsables des autorités de la province de Hesse-Nassau et de toutes les autorités d'État du district de Cassel. En 1938, il reçoit son bâtiment d'archives construit à cet effet sur la Friedrichsplatz.
Immédiatement après la Seconde Guerre mondiale, le premier point de collecte d'art américain en Allemagne, le point central de collecte de Marbourg (en), s'installe pendant un an dans le bâtiment légèrement endommagé qui a été évacué pour des raisons de guerre. Après la dissolution de cette installation en août 1946, le bâtiment revient entre les mains de l'État de Hesse.
Dans l'État fédéral de Hesse, les archives sont utilisées depuis la fin de 1946 pour les documents du district de Cassel, des parties du district de Gießen, ainsi que pour l'État central et les sous-autorités, les tribunaux et les sociétés. de droit public dans la ville indépendante de Cassel, dans les arrondissements de Fulda, Hersfeld-Rotenburg, Kassel, Marburg-Biedenkopf et Waldeck-Frankenberg, dans l'arrondissement de Schwalm-Eder et dans l'arrondissement de Werra-Meißner.

## Directeurs des archives
- 1867–1877: Friedrich Georg Lebrecht Strippelmann (de)
- 1877–1912: Gustav Könnecke (de)
- 1912–1914: Heinrich Reimer (de)
- 1914–1929: Friedrich Küch (de)
- 1929–1938: Carl Knetsch (de)
- 1938–1945: Rudolf Vaupel (de)
- 1945–1946: Ewald Gutbier (de)
- 1946–1954: Ludwig Dehio
- 1954–1963: Johannes Papritz (de)
- 1963–1973: Kurt Dülfer (de)
- 1973–1981: Hans Philippi (de)
- 1981–1994: Wilhelm Alfred Eckhardt (de)
- 1994–2001: Fritz Wolff (de)
- 2001–2020: Andreas Hedwig (de)
- depuis 2020: Johannes Kistenich-Zerfaß

## Inventaire
En termes de taille de ses fonds, les archives de l'État de Hesse à Marbourg sont de loin les plus grandes archives de Hesse. Le cadre temporel des archives s'étend de l'année 760 à nos jours. Plus de
- 130 181 documents,
- 78,6 kilomètres de rayonnages pour dossiers et livres officiels, livres de salaires, procès - verbaux, factures et cadastres ,
- 348 961 cartes, plans et affiches ,
- 291 968 photographies et
- une vaste collection de manuscrits et de sceaux font de l'archive l'une des plus importantes du monde germanophone. Cela se reflète également dans le nombre élevé de visiteurs et d'utilisateurs (797 utilisateurs avec 3608 jours d'utilisation en 2014)[3].

Les documents les plus anciens proviennent des abbayes impériales de Fulda et d'Hersfeld. Les fonds des landgraves de Hesse commencent au XIIIe siècle.

### Inventaire historique

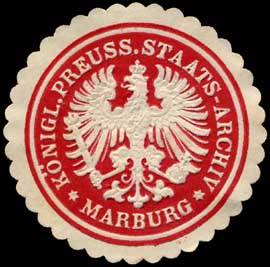
marque de sceau

- Les archives de Hesse contiennent le reste des documents et dossiers concernant la maison princière de Hesse dans son ensemble, qui sont conservés dans la forteresse de Ziegenhain (de) depuis 1567, après la division entre les landgraviat de Hesse-Cassel et de Hesse-Darmstadt en 1855.
- Les archives d'État de Hesse à Marbourg conservent les archives administratives de l'ancien Landgraviat de Hesse
  - et des territoires qui y ont été absorbés
    - Comté de Ziegenhain (de) (1450),
    - Comté de Katzenelnbogen (1479),
    - de nombreuses archives de monastères

  - et des territoires absorbés dans le landgraviat de Hesse-Cassel :
    - Seigneurie de Plesse (1571),
    - Schmalkalden (1583),
    - Abbaye impériale d'Hersfeld (1648),
    - Comté de Hanau-Münzenberg (1736/86).
- C'est ici que se trouve la tradition de l'État modèle et vassal napoléonien du royaume de Westphalie (1807-1813), qui se rapporte à la région de la Hesse du Nord.
- Elles conservent également les fonds de l'électorat de Hesse et les zones qui y sont incluses:
  - Chevalerie de l'ancienne Hesse (de) (1806)
  - Ordre Teutonique (1809)
  - Territoires de l'électorat de Mayence (1803) (en particulier autour de Fritzlar et d'Amöneburg)
  - Abbaye puis prince-évêché de Fulda (1816)
- Elles conservent les fonds des territoires cédés en 1866 à la Prusse et
  - L'ancien arrondissement de Biedenkopf (de), qui est affecté au district de Wiesbaden
  - Tribunal de district d'Orb et bureau de district de Gersfeld, qui appartenaient jusqu'alors à la Bavière.
- Enfin, elles conservent les possessions de la principauté de Waldeck, qui est réunie au district de Cassel en 1929.

### Compétences perdues
- Les archives de l'État de Hesse à Marbourg conservent les anciens documents d'archives de l'époque jusqu'en 1944 des arrondissements de Hanau (de), Gelnhausen (de) et Schlüchtern (aujourd'hui : arrondissement de Main-Kinzig). L'arrondissement de Main-Kinzig - créé lors de la réforme territoriale de Hesse au milieu des années 1970 - est désormais sous la responsabilité des Archives principales d'État de Hesse (de) à Wiesbaden.
- Les archives du comté de Schauenburg (de), qui devient une partie de la province de Hanovre en 1932, se trouvent maintenant dans les Archives d'État de Basse-Saxe à Bückeburg (de), tandis que les archives des autorités centrales de Hesse relatives à cette région sont restées à Marbourg.
- Les archives de l'arrondissement de Schmalkalden, qui est cédé au district d'Erfurt en 1944, se trouvent toujours à Marbourg. Les archives d'État de Thuringe à Gotha (de) sont responsables de la tradition archivistique depuis 1944.

### Dossiers administratifs modernes
De l'époque prussienne, à partir de 1866 et jusqu'en 1945, sont archivés les dossiers des organes et autorités de la province de Hesse-Nassau et du district de Cassel, ainsi que des sous-autorités qui y travaillent, installés à Cassel, et, après 1945, ceux des services publics des archives des districts et des communes.
national-socialisme, car le raid aérien sur Cassel le 22 octobre 1943 a détruit les dossiers de l'administration provinciale prussienne.
Le volume important des archives des autorités centrales et secondaires de l'État de Hesse représente un défi. L'évaluation et la prise en charge de tels documents exigent, surtout en vue de l'introduction imminente d'une gestion électronique des documents et du traitement électronique des dossiers, une approche coordonnée entre les archives d'État de la Hesse pour l'évaluation et la prise en charge des archives.

### Dépôts
Les archives d'État conservent non seulement des archives d'État, mais également un grand nombre de choses qui sont déposées :
- des archives non gouvernementales de plusieurs villes et communes du nord et de l'est de la Hesse (notamment Biedenkopf, Frankenberg, Gudensberg, Treysa, Wolfhagen et Ziegenhain)
- Archives nobles, dont notamment les familles von Berlepsch, von Dörnberg et Schenck zu Schweinsberg (de) ainsi que von Geyso (de) et von der Tann
- Successions d'hommes politiques, de fonctionnaires, d'universitaires et d'artistes (notamment Carl Bantzer, Ludwig Dehio, Herman Grimm et Ludwig Hassenpflug (de))

Les archives de l'Association des chevaleries baltes, qui sont jusque-là conservées aux archives de l'État de Marbourg, sont remises à l'Institut Herder de Marbourg en mai 2006.

## Projets des Archives d'État
Le Hessisches Staatsarchiv Marburg s'occupe entre autres de l'édition en ligne des documents des archives de l'abbaye impériale d'Hersfeld et l'édition en ligne des actes des archives de l'abbaye de l'abbaye impériale de Fulda (751-1837). Il ouvre les archives aristocratiques des Schencken zu Schweinsberg et des von Berlepsch (XIV.-XIX siècles) et procède à la rétroconversion des instruments de recherche d'archives des fonds "Archives politiques de Philippe le Magnanime" et "Gouvernement de Hanau".

## Institutions affiliées
Depuis 2004, les archives d'État ont une succursale dans les archives du mouvement de jeunesse allemand (de) au château de Ludwigstein (Witzenhausen), qui, avec son riche portefeuille de domaines et d'importantes collections, représente un point de cristallisation pour des recherches pertinentes. Il collecte et sécurise les documents du mouvement de jeunesse allemand et des associations de jeunesse allemandes d'environ 1890 à nos jours. En 2005, une succursale est créée à Neustadt, dans laquelle les archives du registre foncier (avec environ 11 kilomètres d'étagères (2010)) et les archives de l'état civil (de) (avec environ 500 mètres (2011)) du trois archives d'État de Hesse sont conservées. Les archives de l'Université Philippe de Marbourg (de) sont institutionnellement indépendantes depuis 2006. Elles sont conservés aux Archives d'État de Hesse à Marbourg, qui met également les documents d'archives à la disposition des utilisateurs.